# Ångeltjärnarna (Laxsjö socken, Jämtland)
Ångeltjärnarna är en sjö i Krokoms kommun i Jämtland och ingår i Indalsälvens huvudavrinningsområde. Ångeltjärnarna ligger i Gråberget-Hotagsfjällen Natura 2000-område.